# Transporte em Belo Horizonte

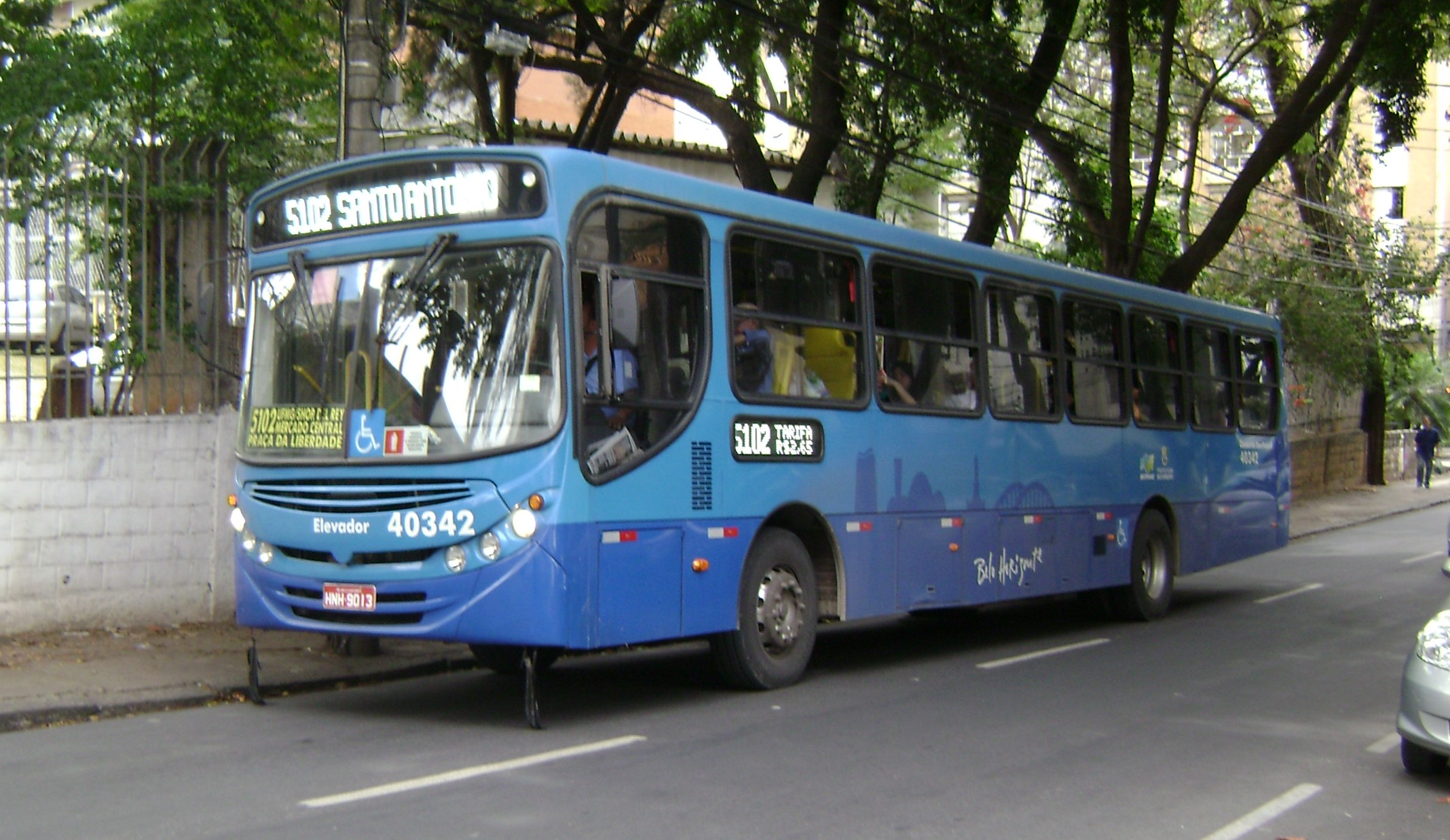
Ônibus em Belo Horizonte.

O Transporte em Belo Horizonte trata sobre a questão da mobilidade urbana no município brasileiro de Belo Horizonte, capital do estado de Minas Gerais, na perspectiva histórica e atual.
Os problemas de mobilidade urbana enfrentados pela população de Belo Horizonte são considerados um dos maiores males da cidade. Os problemas começaram já na concepção do projeto urbanístico do engenheiro Aarão Reis, responsável pela construção da nova capital. O traçado viário idealizado pelo engenheiro, cuja implementação se limitou à área compreendida dentro do círculo formado pela Avenida do Contorno, privilegiou a forma radioconcêntrica, ou seja, todas as ruas partiam do centro. Atualmente, essa área corresponde a 3,5% da mancha demográfica da Região Metropolitana de Belo Horizonte. A configuração então assumida pela cidade através das décadas seguintes, de ter no seu centro o polo provedor, foi um dos fatores preponderantes para o atual cenário somado à ausência de obras viárias importantes.
De acordo com dados do IBGE, em 2022, havia um total de 1.596.427 carros, 9.406 ônibus, 250.857 motocicletas e mais 524.871 outros veículos utilitários feitos por via terrestre. O metrô de superfície da cidade conta com 19 estações e 28,1 quilômetros de trilhos. Porém, a história dos transportes não se limita a isto. No percurso viário da cidade, passaram bondes, trólebus, trens suburbanos e carros por tração animal

## Bicicletas

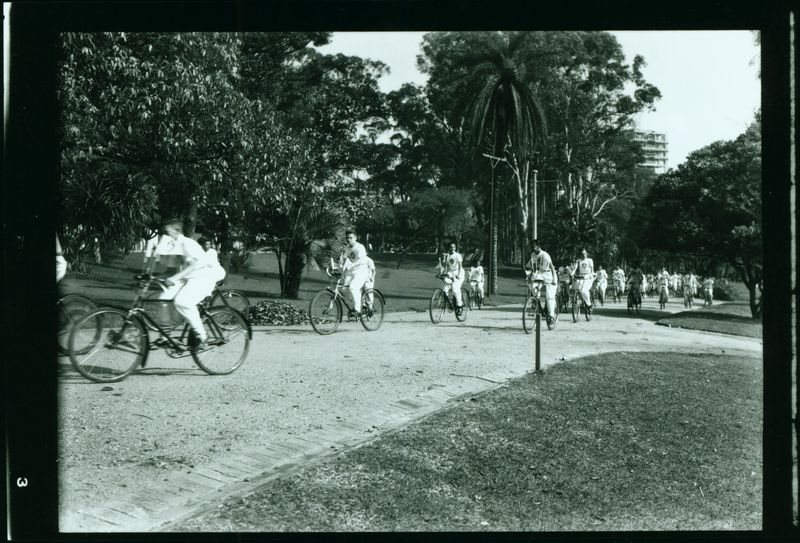
Passeio de bicicleta no Parque Municipal. 1943. Acervo Museu Histórico Abílio Barreto

Nos anos 1940, a bicicleta era utilizada como lazer em Belo Horizonte em praças e parques, como o Parque Municipal Américo Renné Giannetti. Atualmente, é um meio de locomoção para quem escolhe um hábito saudável e uma forma de não emitir mais gases poluentes gerados em outras formas de locomoção.
A utilização de bicicletas como meio de transporte é bastante reduzida. O relevo acidentado e a falta de ciclovias inibem o crescimento do uso do transporte. Em Belo Horizonte, 24 mil viagens são feitas de bicicleta diariamente, o equivalente a apenas 0,6% dos 4,2 milhões de deslocamentos.

Belo Horizonte não tem uma boa infraestrutura para quem opta por vias de locomoção sustentável. Com o total de 330km² em área total, há apenas 105,9 quilômetros de ciclofaixas na capital.

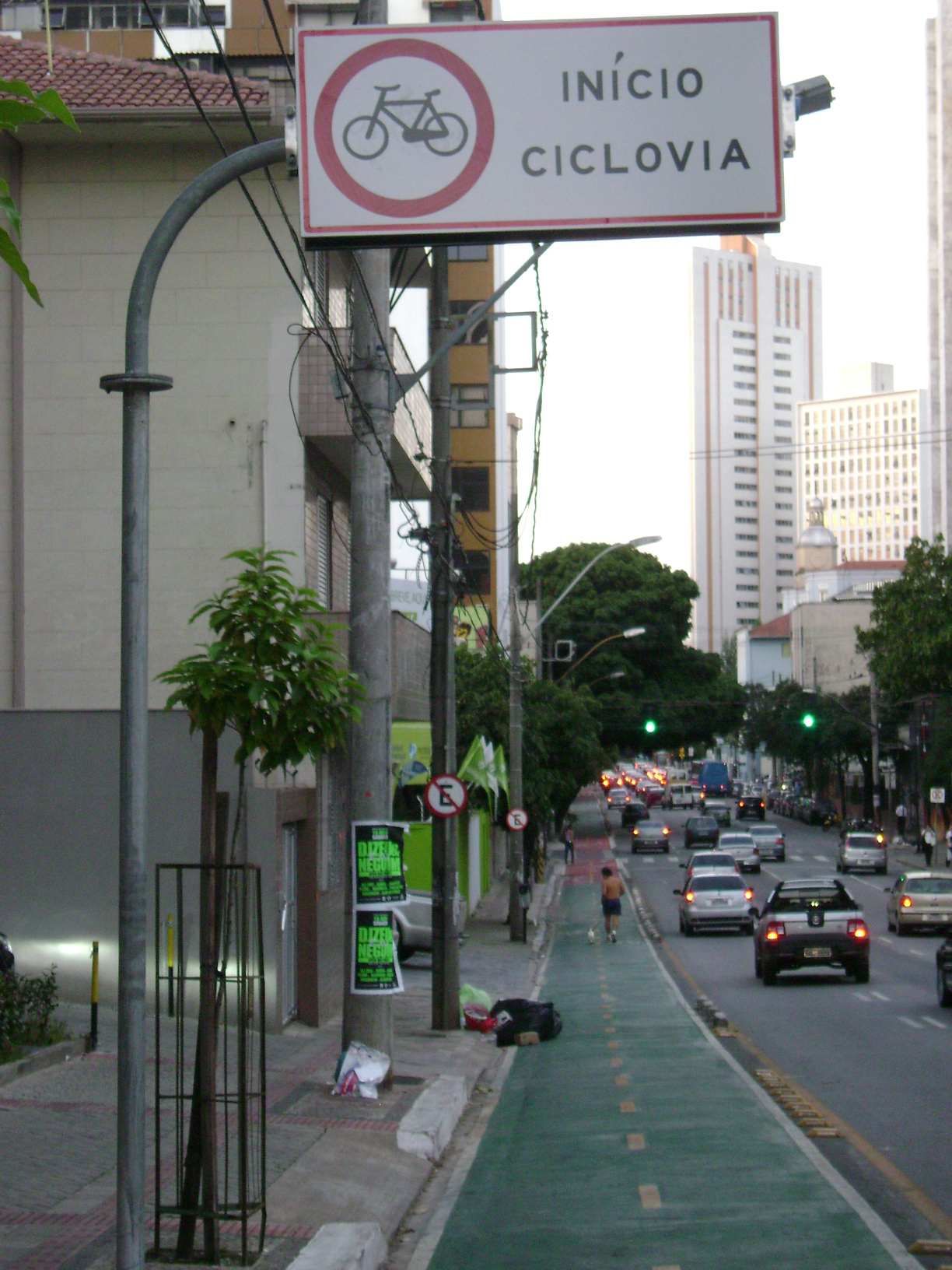
Início de ciclovia na Savassi.

O uso da bicicleta pode ser uma solução para o trânsito conturbado da cidade, sendo uma das diretrizes do planejamento de transporte na capital. Mesmo sem previsão para a construção de ciclovias, há projetos para a instalação de bicicletários nas estações de metrô para que as bicicletas sejam usadas em pequenas distâncias auxiliando o transporte coletivo, fazendo a integração com o metrô e diminuindo o fluxo de veículos na região central. Há também propostas de construir ciclovias mais extensas na cidade, além de outros bicicletários (menos de 1% da população belo-horizontina usa a bicicleta como primeira opção de transporte) e incentivar os deslocamentos a pé através da revitalização dos espaços públicos com a ampliação das calçadas como as intervenções na região central dentro do Programa Centro Vivo nas ruas Rio de Janeiro, Caetés, Carijós e o Boulevard Arrudas .
A BHTrans, empresa que gerencia o sistema viário da capital, apontou em planejamento de 2017 que, em 2020, haveria um total de 411 quilômetros de ciclovia, além de bicicletários nas estações do metrô e do MOVE para melhor uso do sistema não motorizado na capital. Mas esses novos trechos prometidos não foram realizados e apenas 16 novos quilômetros foram implantados.
Em 2022, o então prefeito Fuad Nomam afirmou que 74 km de ciclofaixas serão implantadas, em parceria com o grupo de ciclistas Pedala BH, até o fim de sua gestão em 2024.

## Veículos particulares
Belo Horizonte é a capital com maior relação veículo/habitante entre as capitais mais populosas do Brasil. De acordo com dados do IBGE e da Companhia Nacional de Trânsito, em 2015 a cada 100 moradores da cidade 65 tinham veículos próprios.
Desde a década de 1970, o número de automóveis nas ruas da cidade tem aumentado, como é possível observar nas fotografias da avenida Afonso Pena em 1973 e 1997 e da avenida João Pinheiro em 2006.
O número elevado de carros se deu a partir do processo nacional de industrialização e desenvolvimento no governo do presidente Juscelino Kubitschek nas décadas de 1950 e 1960, por meio da implementação de novas empresas estrangeiras como a Ford e a criação do Grupo Executivo de Indústria Automobilística.
Com o passar dos anos, diferentes formas de locomoção foram usadas em Belo Horizonte. Algumas agora extintas – como os bondes e outras adaptadas como os trólebus movidos a energia elétrica – e outras permanentes como os ônibus movidos à diesel e os carros. A frota destes vem aumentando anualmente devido à falta de infraestrutura dos transportes coletivos, seja ônibus ou metrô. Nota-se que há várias formas de se locomover e de ocupar a cidade em diferentes épocas, que vão se modificando a partir das transformações da cidade.
Diariamente, o Detran de Minas Gerais tem emplacado cerca de 500 veículos novos. Em 2007, a frota de veículos atingiu a marca de um milhão de veículos, o que serve como um alerta de que o pior ainda pode estar por vir, já que a curto prazo não há projetos para acompanhar o desenfreado crescimento da frota de veículos na cidade. A frota de carros tem crescido a taxas que variam de 4 a 7% ao ano desde 1999 e esse crescimento só perde para o número de motos na cidade, que registra um crescimento médio de 11,5% ao ano.

## Ônibus

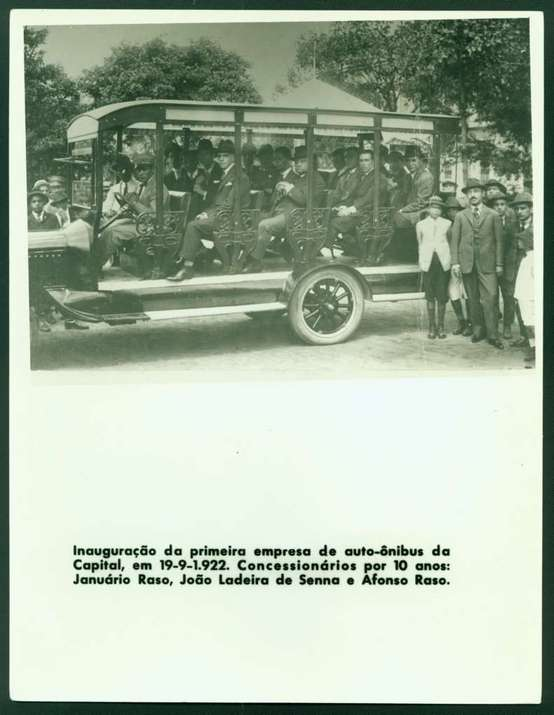
Inauguração da primeira empresa de auto-ônibus de Belo Horizonte: 19 de setembro de 1922. Acervo: Museu Histórico Abílio Barreto

A primeira linha de ônibus em Belo Horizonte foi inaugurada em março de 1923 por meio de quatro ônibus. Cinco anos depois, em 1928, oito novas linhas foram criadas. Funcionando das 6 até às 22 horas, comportando 27 passageiros em pé e sem a possibilidade de pessoas em pé, circulavam pela Praça da Liberdade, Prado, Quartel (uma alusão ao 1º Batalhão em Santa Efigênia), Serra, Carlos Prates, Floresta, Santo Antônio e Lagoinha. 
Com o aumento da ocupação urbana da capital nas décadas de 1930 e 1940, foi necessário a criação de vias rápidas com direção ao centro da cidade. Avenidas como Amazonas, Antônio Carlos, Pedro II e Silviano Brandão foram implantadas e novas linhas de ônibus de ônibus foram criadas. Dessa forma, com esse incremento, as empresas viárias que começaram a apostar no novo sistema lucrativo de transporte.
A partir do aumento da industrialização de Belo Horizonte na década de 1970, a mancha urbana da cidade cresceu para a região Oeste e Norte de Belo Horizonte. Mesmo com novas oportunidades de emprego na mesma região em que moravam, muitas pessoas ainda necessitavam se locomover para a região central. Com isso, a oferta de linhas de ônibus, quadros de horários e pontos de embarque e desembarque nas linhas de ônibus foi ampliada.
Em 1980, a gestão de transportes sofreu mudanças que abrangeram também a Região Metropolitana de Belo Horizonte (RMBH). Neste ano foi criada a Metrobel, que coordenou o sistema viário da RMBH. Durante a gestão, as mudanças mais efetivas foram a padronização de cores nos ônibus com cores diferentes de acordo com o trajeto. A azul identificava as linhas diametrais, fazendo a ligação entre bairros. Já a vermelha identificava linhas expressas e semi expressas, ligando bairros de Belo Horizonte à região central.
O vale-transporte foi implantado em Belo Horizonte por meio da lei federal criada em dezembro de 1985 pelo então presidente José Sarney. Esta abrangia apenas os trabalhadores do mercado formal, não atendendo os autônomos e os informais.
Desde 1995 vem sendo implantado o BHBUS (Plano de Reestruturação do Sistema de Transporte Coletivo de Belo Horizonte), que busca aprimorar o sistema de ônibus no sentido de criar uma rede de transporte integrada (metrô e ônibus municipais e intermunicipais), que se divide em dois subsistemas: Tronco-alimentado e Interbairros.
Um dos grandes problemas do sistema de ônibus belo-horizontino é principalmente a falta de prioridade em relação ao tráfego comum, ou seja, com pouco conforto você gasta praticamente o mesmo tempo de alguém com automóvel particular, sendo o principal motivo de migração entre os modais. Desde dezembro de 2012, o preço das tarifas recebeu um reajuste de 5,66% na qual a tarifa mais comum, que era de R$ 2,65 passou para R$ 2,80, o que indica um custo mensal, para um trabalhador regular com uma rotina de 6 dias por semana, a importância de aproximadamente R$ 134,40, ou seja, uma quantia considerável em relação ao valor do salário mínimo.
Além da falta de prioridade, podemos citar a insegurança em chegar ao seu trabalho no horário correto, o alto custo das tarifas existentes, além de outros fatores igualmente relevantes que devem ser destacados no momento em que o belo-horizontino realiza sua escolha entre usar o veículo pessoal ou o ônibus, que são a falta de conforto dos coletivos e a falta de frequências adequadas para determinados horários do dia.

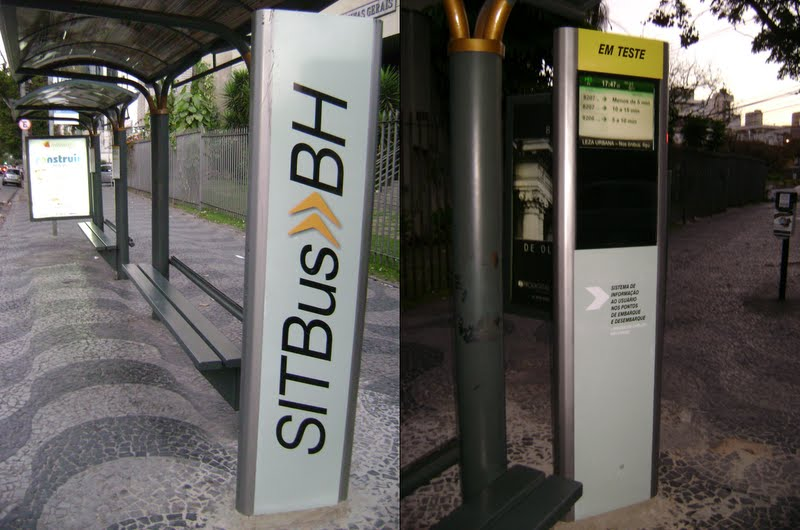
Sistema Inteligente de Transporte Coletivo (SITBus-BH) que monitora o tempo aproximado para o próximo veículo de cada linha chegar ao ponto, na avenida Álvares Cabral.

Desde o ano de 2008, ocorre a implantação de um novo projeto de mobilidade urbana com conclusão prevista até 2020. Dentre as várias medidas, o plano prevê mais investimento na criação de faixas e pistas exclusivas ao tráfego dos coletivos na cidade, além da adoção das chamadas estações de transferência, inspiradas nas existentes estações-tubo em Curitiba, que se trata de pontos de ônibus com calçadas elevadas ao nível dos ônibus que agilizam o embarque dos passageiros. Apesar dessas medidas serem de bom grado para a população, especialistas no assunto afirmam que o trânsito da capital não sofrerá melhoras significativas, a tendência real é a de que o trânsito não piore, ou seja, a previsão é de que o trânsito se mantenha ruim uma vez que as pessoas que já possuem carro, continuem utilizando seus veículos e as pessoas que utilizam o transporte coletivo, mantenham-se utilizando o transporte coletivo.
A grande crítica ao sistema de ônibus em Belo Horizonte é a de que não existe um esforço efetivo dos poderes municipais e estaduais em busca da construção de um sistema eficiente de metrô na capital, o que acarretaria em um desafogamento verídico do trânsito.
| Tipo de Linha                         | Subsistema Tronco-Alimentado (circulação nas áreas mais distantes do centro através de ônibus integrado ao metrô) | Subsistema Interbairros (circulação na região central da cidade e complementa o sistema tronco-alimentado)                                      |
| ------------------------------------- | --- | --- |
| Alimentadoras (cor amarela)           | Fazem a ligação bairro-estações-bairro e integração com o metrô. | |
| Troncais e Semi-Expressas (cor verde) | Realizam viagens que interligam as estações com o centro, com outras estações outros polos, além de circularem nos principiais corredores de transporte. Podem ser Expressas, ou seja, sem pontos de parada no itinerário e nos corredores, ou Paradoras, que vão ao centro da cidade, parando nos pontos. | No caso das Semi-Expressas ligam um bairro distante à região central de Belo Horizonte passando pelos principais corredores                     |
| Interbairros (cor laranja)            | Fazem o percurso bairro a bairro sem passar pela área central. | Fazem o percurso bairro a bairro sem passar pela área central.                                                                                  |
| Circulares (cor amarela)              | | Atendem à área central. |
| Diametrais e Radiais (cor azul)       | | Fazem a ligação entre regiões e corredores passando pelo Hipercentro (diametrais) ou ligam as regiões e corredores com o hipercentro (radiais). |
| Fonte: BHTRANS                        | | |

## Metrô

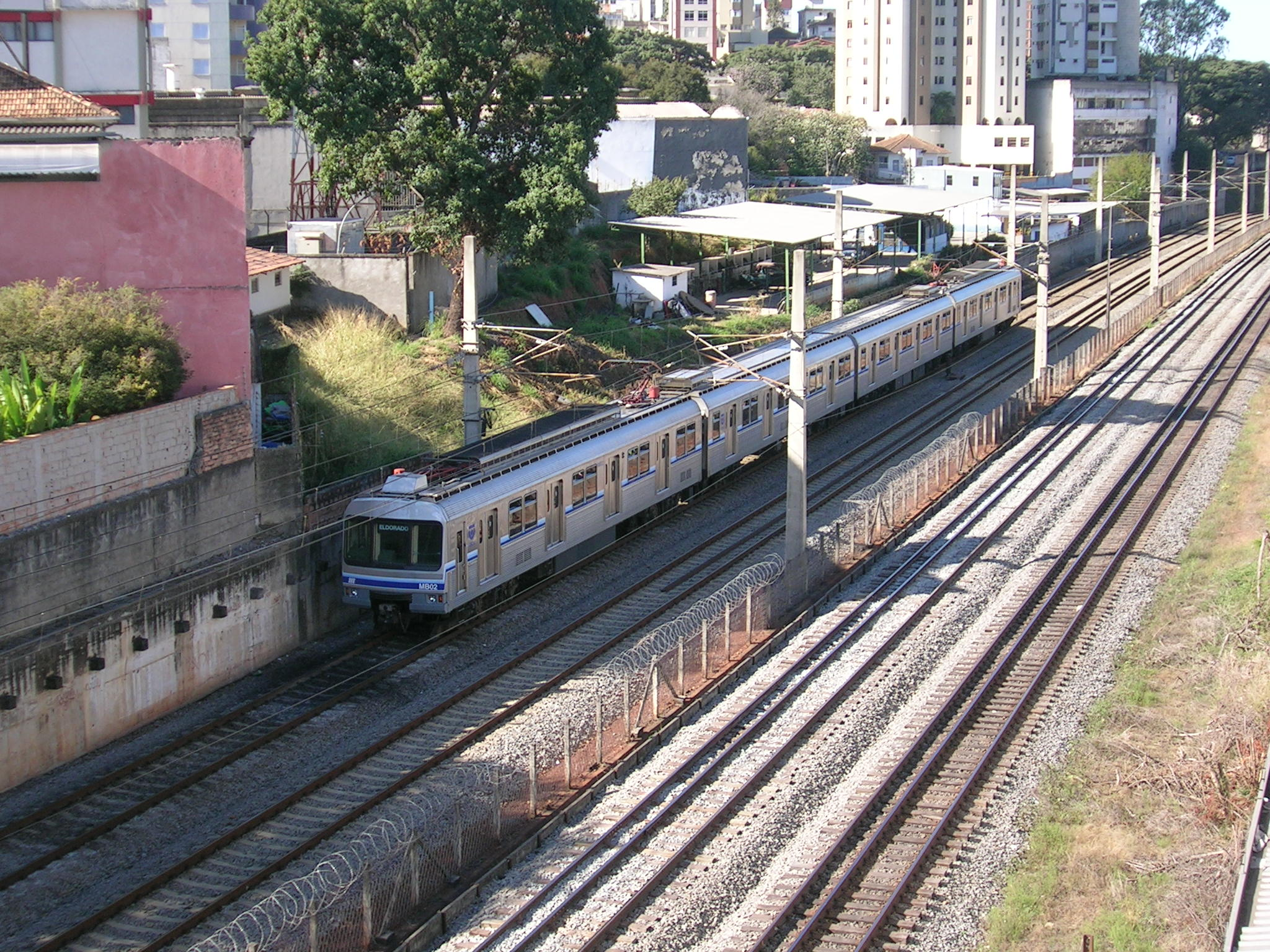
Metrô em Belo Horizonte.

Em 1986, outro meio de transporte foi implantado em Belo Horizonte. O metrô foi criado com uma única linha, inicialmente ligando os bairros Lagoinha ao Eldorado, em Contagem, com sete estações entre esses bairros e cinco trens para a população.
Atualmente o metrô liga a Estação Vilarinho, na região de Venda Nova em Belo Horizonte, passando pela Lagoinha, até o bairro Eldorado, em Contagem. Foi administrado pela Companhia Brasileira de Trens Urbanos (CBTU), uma empresa estatal do governo federal, até o ano de 2022. Ao todo, o sistema possui 4 linhas, sendo:
| Linha | Terminais             | Comprimento (km) | Estações | Status                                     |
| ----- | --------------------- | ---------------- | -------- | ------------------------------------------ |
| 1     | Eldorado ↔ Vilarinho  | 28,2             | 19       | Em operação                                |
| 2     | Barreiro ↔ Nova Suíça | 10,5             | 7        | Em implantação                             |
| 3     | Lagoinha ↔ Savassi    | 4,5              | 4        | Projetada, mas sem previsão de implantação |
| 4     | Beatriz ↔ Betim       | 19,2             | 18       | Projetada, mas sem previsão de implantação |

A partir de 2023, o sistema passou a ser de responsabilidade da empresa Metrô BH, uma concessionária privada que venceu o processo de concessão realizado em dezembro de 2022, assumindo integralmente a operação, manutenção e gestão do serviço pelo período de 30 anos. 

## Táxis
O sistema de táxi é considerado o melhor da América Latina e serve de referência para outros estados brasileiros, sendo fiscalizado pela BHTrans, órgão da administração indireta da Prefeitura de Belo Horizonte. Possui uma frota de 6034 táxis padronizados na cor branca, operada por 11.352 taxistas (6034 permissionários e 5318 condutores auxiliares).
Existem também os chamados "Taxi Lotação" que seguem duas principais avenidas: Av. do Contorno e Avenida Afonso Pena.

## Vans
O transporte coletivo de passageiros em vans ou peruas é proibido em Belo Horizonte. Desde 5 de julho de 2001, a Prefeitura tem o aval da Justiça para barrar os veículos que praticam o transporte não-regulamentado de passageiros na capital mineira, que chegou a ter três mil perueiros nas ruas em 2001.
A capital encontra-se praticamente livre do transporte clandestino desde 19 de julho de 2001, quando mais de mil perueiros invadiram as ruas do centro de Belo Horizonte protestando contra a fiscalização da BHTrans em conjunto com a Polícia Militar, criando uma praça de guerra com bombas de gás, explosões, fumaça, pancadaria, agressões e correrias culminando na prisão de 65 pessoas e um saldo de 35 feridos, entre manifestantes, policiais e populares.
Atualmente, estima-se que há apenas 3% de clandestinos circulando de madrugada e nos fins de semana, nas horas em que a fiscalização não atua e, geralmente, em carros de passeio.

## Bondes

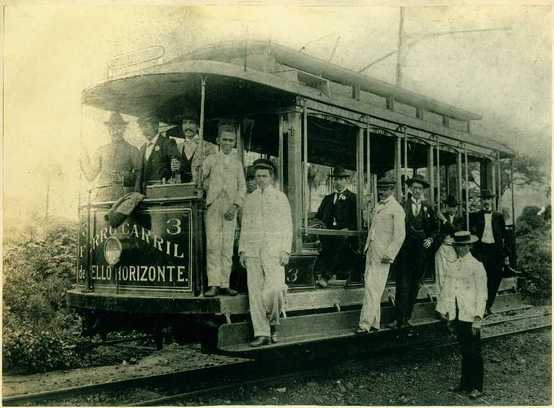
Bonde nº3 do serviço de viação urbana da nova capital. 1903. Acervo: Museu Histórico Abílio Barreto

Os bondes em Belo Horizonte começaram a ser implementados em 1900 depois do auxílio financeira do governo estadual e da parceria público-privada da empresa Júlio Viveiros Brandão e Companhia. Dois anos depois do início da implementação, a primeira linha foi inaugurada na esquina da rua da Bahia com avenida Afonso Pena juntamente com a estação de bonde onde hoje atualmente está o Mercado das Flores. Seu trajeto partia do 1° Batalhão do Exército no Barro Preto e passava pelas ruas Ceará e Pernambuco até o ponto final na estação de bondes.
A venda de passagens se dava na agência de bondes e, quando comprado com antecedência, o passageiro tinha 20% de desconto na passagem. Além disso, eram portadores de passe livre os soldados, empregados dos correios e telégrafos e fiscais da prefeitura. Mas estes só podiam viajar quando estavam em serviço e em pé.
Mesmo com a inauguração de mais um transporte coletivo, muitas melhorias precisavam ser feitas. Uma delas era ampliar a atividade de veículos, a qual foi inaugurada pela prefeitura em 1905 por meio de duas novas linhas para atender os bairros Floresta e Serra.  Também novos carros foram comprados da empresa carioca Guile&comp.

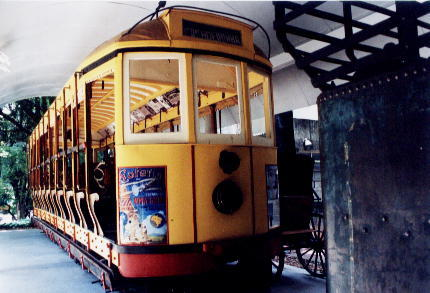
Bonde. início do século XX. Acervo Museu Histórico Abílio Barret

Porém, com a compra de novos carros, mais energia era necessária para abastecê-los. A questão da infraestrutura da energia elétrica foi, mais uma vez, um problema para ser sanado na cidade. Para resolver a falta de abastecimento elétrico, uma nova usina hidrelétrica foi construída em 1906.
Quinze anos depois da inauguração do sistema de bondes na cidade, já havia 15 carros de passageiros, um carro de inspeção, um carro para transporte de “carne verde’” (carne fresca), um carro para transporte de gado vivo e um carro para transporte de cargas. O trajeto feito pelos 19 bondes era feito em três linhas: uma para o matadouro, duas em direção às pedreiras e o restante ligando os bairros Calafate, Floresta e Lagoinha para o centro da cidade.
A falta de itinerário, de segurança e de mais carros nos feriados e finais de semana era motivo de reclamação dos usuários. As linhas e os 15 bondes não eram suficientes para os citadinos, já que o crescimento das linhas viárias não estava acompanhando o crescimento rápido da capital mineira. As melhorias só foram acontecer em 1912 na gestão do prefeito Olynto Deodato e do presidente do estado Bueno Brandão. Foi feito um acordo da prefeitura com a empresa Sampaio Corrêa & Comp., que financiou 15 novos carros elétricos e duplicou as linhas que vinham da área central para os subúrbios, onde o fluxo era mais intenso.
A importância dos bondes para o crescimento das regiões da cidade é muito grande. As regiões Nordeste e Noroeste cresceram muito após a implementação das linhas construídas para melhorar o transporte de pessoas que se dirigiam para o centro.
No entanto, algumas décadas depois com a atuação dos ônibus em concorrência com os bondes na capital com um bilhete cerca de 100 réis mais baratas, a linha de bondes foi totalmente desligada  em 1963. A última delas fazia o trajeto entre os bairros Cachoeirinha, Gameleira, Bom Jesus, Horto, Padre Eustáquio e Cidade Ozanam. Um dos bondes dessa linha está em exposição permanente no Museu Histórico Abílio Barreto em sua coleção “Transportes”.

## Trólebus (1953-1969)

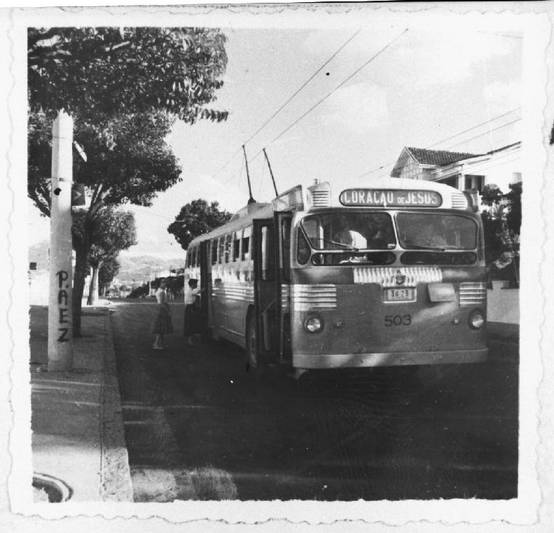
Trólebus coração de Jesus. Acervo Museu Histórico Abílio Barreto

A lei nº 147 de 3 de Julho de 1950 sancionada pelo então prefeito Otacílio Negrão de Lima determinava a criação do Departamento de Bondes e Ônibus de Belo Horizonte, cuja era função coordenar os serviços de transporte da capital. Em 1953, na gestão do prefeito Américo Renné Giannetti, este departamento implementou o sistema de trólebus na cidade após a extinção dos bondes e aproveitando o sistema elétricos desses.
No entanto, devido à concorrência com os ônibus, o trólebus não se consolidou como meio de transporte efetivo na capital. Em 1967, a Prefeitura de Belo Horizonte inicia a o processo de desativação dos trólebus e substituição das linhas pelos ônibus. Contaram a favor nesse processo o alto custo da energia elétrica, o relevo acidentado da cidade e a dificuldade de trafegar em ruas estreitas. O trólebus funcionou até 1969 Entre 1953 e 1969. Com 9 linhas, 31,8 quilômetros de extensão e 59 veículos, transportou mais de 179 milhões de passageiros até ser desativado. 
Na década de 1980, ocorreu uma tentativa de reimplantação do sistema. Apesar de 50 milhões de dólares investidos, 42 veículos adquiridos e parte da estrutura instalada, o então governador Newton Cardoso abandonou o projeto, prometendo a implantação de um sistema de bondes que nunca saiu do papel.

## Transporte aéreo

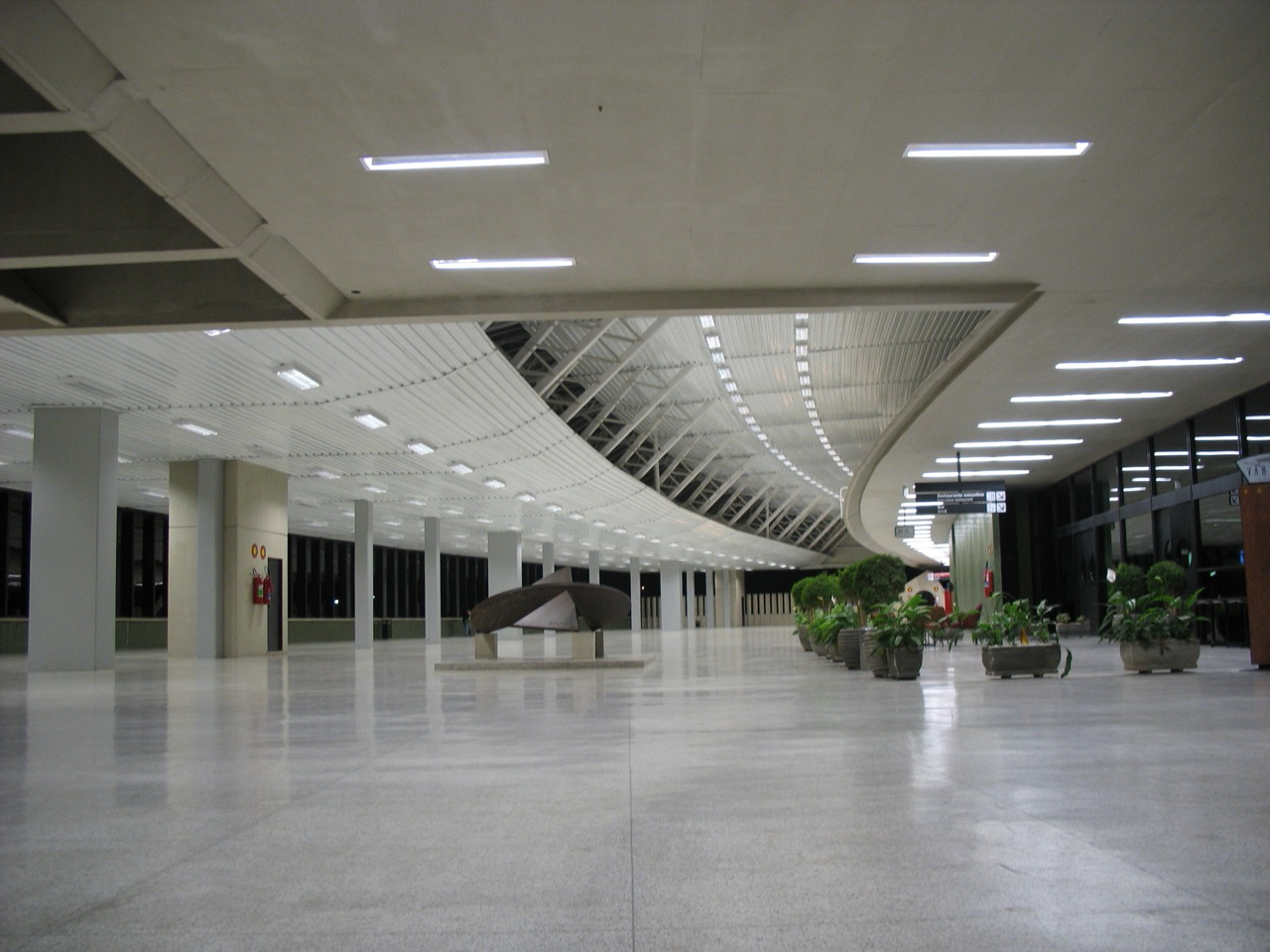
Aeroporto Internacional de Confins

### Aeroporto Internacional de Belo Horizonte - Confins
Construído na década de 80, o Aeroporto Internacional Tancredo Neves (também conhecido como Aeroporto de Confins) (IATA: CNF, ICAO: SBCF) encontra-se na Região Metropolitana de Belo Horizonte, no município de Confins. Um dos mais modernos do Brasil e capaz de receber cinco milhões de passageiros por ano com conforto e comodidade, o aeroporto vinha sendo subutilizado devido à maior dificuldade de acesso (é distante cerca de 38 quilômetros do centro da capital) se comparado ao Aeroporto da Pampulha. Contudo, devido à superlotação do Aeroporto da Pampulha, acanhado para a demanda de passageiros, a Infraero transferiu mais de 120 voos do Aeroporto da Pampulha para o Aeroporto Internacional Tancredo Neves no decorrer de 2005.
O governo de Minas iniciou a maior obra viária já projetada para Belo Horizonte: chamada de Linha Verde, trata-se de uma adequação das vias que ligam o centro de Belo Horizonte ao Aeroporto Internacional Tancredo Neves, transformando-as em uma via rápida. A previsão é de que, após terminadas as obras, o trajeto do centro de Belo Horizonte até Confins seja efetuado em 35 minutos. Antes, este percurso era realizado em aproximadamente 60 minutos.
Existe uma previsão de adequações no terminal atual de passageiros (orçado em R$7 milhões) que ampliaria a capacidade do aeroporto de 5 para 7 milhões de passageiros/ano. Além disso, há o projeto da criação de um Aeroporto Industrial, servindo de piloto para o desenvolvimento de outros do tipo no Rio de Janeiro, em São José dos Campos e em Petrolina.

### Aeroporto da Pampulha

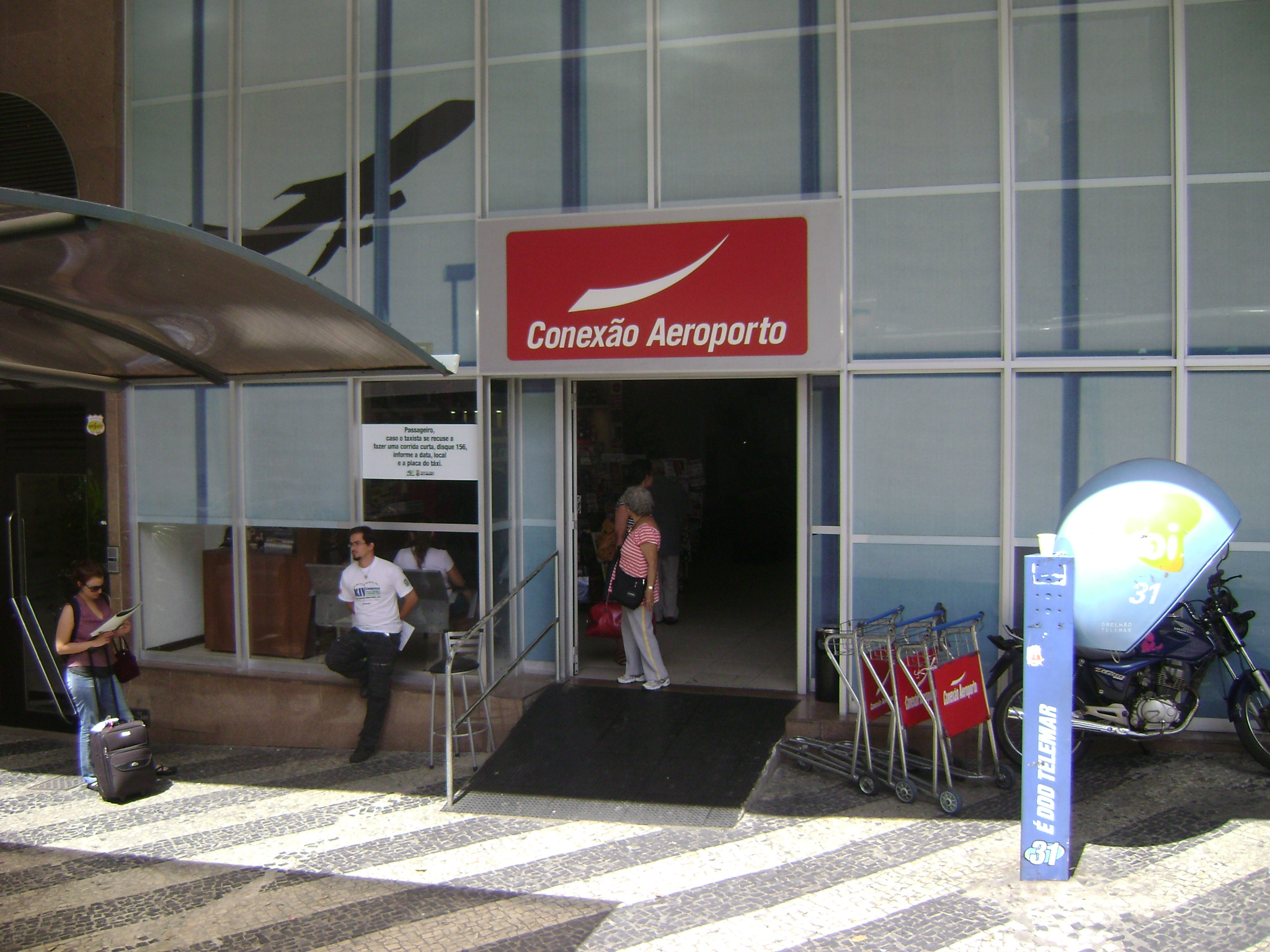
Entrada do Conexão Aeroporto, transporte por coletivo que leva os passageiros da avenida Álvares Cabral aos aeroportos da região metropolitana.

O Aeroporto de Belo Horizonte - Pampulha - Carlos Drummond de Andrade (código IATA: PLU, código ICAO: SBBH) iniciou suas atividades para atender aos voos do Correio Aéreo Militar, em 1933, sendo sua denominação oficial na época de "Destacamento da Aviação". Instalado em uma área de dois milhões de metros quadrados na região da Pampulha, localiza-se distante oito quilômetros do centro da cidade. Desde de 2005, o Aeroporto da Pampulha voltou à sua vocação original e opera apenas voos regionais para o interior do Estado. Operam neste terminal as companhias aéreas Passaredo  e Trip .

### Aeroporto Carlos Prates
O Aeroporto Carlos Prates (ICAO - SBPR) iniciou suas atividades em janeiro de 1944, a fim de atender ao Aeroclube do Estado de Minas Gerais, fundado em 6 de novembro de 1936 no Aeroporto da Pampulha. A finalidade do aeroclube sempre foi formar quadros para a aviação civil e militar.
A partir de 1995, a Infraero intensificou suas ações para a consolidação do aeroporto. O Aeroporto de Carlos Prates é vocacionado para a aviação aerodesportiva, aviação geral de pequeno porte e a aviação de asa rotativa (helicópteros) além de ser um polo formador de profissionais da aviação. As pistas e pátios foram recapeados e foi criada uma nova área para a construção de hangares, com via de acesso exclusiva.